# Criptomoneda
Una criptomoneda o criptodivisa (de l'anglès cryptocurrency) és un mitjà digital d'intercanvi basat en una cadena de blocs (de l'anglès blockchain). La primera criptomoneda que va començar a operar va ser Bitcoin (BTC) el 2009, i des de llavors n'han aparegut moltes altres, amb diferents característiques i protocols com per exemple i per ordre de capitalització de mercat (a Juny del 2019) Ethereum (ETH), Ripple (XRP), Litecoin (LTC), Bitcoin Cash (BCH), EOS, BinanceCoin (BNB), Bitcoin Cash SV (BSV), Tether (USDT) i Cardano (ADA). En comparar una criptomoneda amb els diners fiduciaris la diferència més notable és la forma que cap grup o particular pot accelerar la producció de diners i utilitzar-los de forma il·legal o abusiva de manera significativa, ja que només es genera una certa quantitat d'unitats col·lectivament, a una velocitat que està limitada per un valor definit amb anterioritat i conegut públicament.
Han aparegut ja dotzenes de criptomonedes amb diferents especificacions, però la majoria d'elles són similars o derivades de la primera que ha estat totalment implementada; el Bitcoin.
En els sistemes de criptomonedes es garanteix la seguretat, integritat i equilibri dels seus estats de comptes (comptabilitat) per mitjà d'un entramat d'agents (transferència d'arxiu segmentada o transferència d'arxiu multifont) que es verifiquen (desconfien) mútuament anomenats "miners", que són, en la seva majoria, públic en general i protegeixen activament la xarxa (l'entramat) en mantenir una alta taxa de processament d'algorismes, amb la finalitat de tenir l'oportunitat de rebre una petita propina, que es reparteix de manera aleatòria.
Trencar la seguretat d'una criptomoneda és matemàticament possible, però el cost per aconseguir-ho seria inassumiblement alt. Per exemple, un atacant que intentés fer fallida el sistema de prova de treball de Bitcoin necessitaria una potència computacional major que el de tot l'entramat (xarxa-eixam) de tots els "miners" del sistema, i així i tot, només tindria una probabilitat d'èxit del 50% (#ronda d'autenticació), en altres paraules, trencar la seguretat de Bitcoin exigiria una capacitat superior a la d'empreses tecnològiques de la grandària de Google.
Està previst que en el futur la computació quàntica pugui arribar a ser una realitat, la qual cosa trencaria l'equilibri en cas que els desenvolupadors no poguessin implementar a temps el sistema per usar algorismes post-quàntics perquè fos una tecnologia propietària.

## Història
Els primers intents d'integrar la criptografia amb els diners electrònics va ser feta per David Chaum, mitjançant el DigiCash i l'ecash, els quals utilitzaven la criptografia per tornar anònimes les transaccions de diners, encara que amb una emissió i pagament (liquidació) centralitzats.
El concepte o idea de criptomoneda va ser descrit per primera vegada per Wei Dai, el 1998, en què va proposar la idea de crear un nou tipus de diners descentralitzats que fes ús de la criptografia com a mitjà de control, mentre que la primera criptomoneda que es va crear va ser Bitcoin, creada el 2009 pel desenvolupador de pseudònim Satoshi Nakamoto, el qual usa el conjunt de funcions criptogràfiques SHA-2 (exactament el SHA-256) com a esquema POW (proof-of-work). Posteriorment, han aparegut altres criptomonedes, com Namecoin (un intent de descentralitzar el sistema de noms de domini DNS, la qual cosa faria molt difícil la censura d'internet), Litecoin (que utilitza scrypt com a esquema POW (proof-of-work), així com, per tenir una confirmació de transacció més ràpida), Peercoin (que utilitza un esquema híbrid POW/POS [proof-of-work/proof-of-stake], a més té una taxa d'inflació al voltant de 1%) i Freicoin (que va implementar el concepte de Silvio Gesell agregant demurrage [una espècie de cost per tenir els diners]). Moltes altres criptomonedes han estat creades, encara que no totes han estat reeixides, especialment aquelles que no han aportat cap innovació.
En els seus gairebé 8 anys d'existència, les criptomonedes han anat guanyant gradualment l'atenció del públic general i dels mitjans de comunicació. Des de 2011, l'interès ha augmentat ràpidament, especialment, durant l'ascens vertiginós de Bitcoin, l'abril de 2013.
La primera de crisi de les criptomonedes tingué lloc el 2014 quan l'únic lloc d'intercanvi de bitcoins del món, Mt. Gox va patir un pirateig de gairebé mig milió de dòlars. La segona crisi va ser el juny de 2016 quan el fons de capital de risc DAO, després d'una de les campanyes de finançament col·lectiu més grans de la història va haver de cessar l'activitat quan gran part dels seus fons en ethereum van ser piratejats. La tercera crisi fou el gener de 2018 quan va esclatar la bombolla de ofertes inicials, que va començar una caiguda durant un any, eliminant el 60% del mercat, principalment en forma de NFT escombraries sense valor. La quarta crisi va tenir lloc el març del 2020, quan les criptomonedes van perdre el 40% del seu valor juntament amb la majoria dels altres mercats financers globals.
El 2018 un article a The New Web cregué que les criptomonedes tindrien èxit a l'Àfrica.

## Bombolla de les criptomonedes
Les criptomonedes tenen tots els ingredients característics d'una bombolla econòmica, un fenomen que es produeix en els mercats, en bona part a causa de l'especulació, que produeix una pujada anormal i prolongada del preu d'un actiu o producte, de manera que dit preu s'allunya cada vegada més del valor real o intrínsec del producte. El procés especulatiu porta a nous compradors a comprar amb palanquejament amb la finalitat de vendre a un preu més gran en el futur, la qual cosa provoca una espiral de pujada contínua i allunyada de tota base factual. El preu de l'actiu assoleix nivells absurdament alts fins que la bombolla acaba esclatant (en anglès crash), a causa de l'inici de la venda massiva de l'actiu quan hi ha pocs compradors disposats a adquirir-lo. Això provoca una caiguda sobtada i brusca dels preus, portant-lo a preus molt baixos, fins i tot inferiors al seu nivell natural, deixant darrere seu un reguitzell de deutes. Això es coneix com a crack.
Directius del Banc Central Europeu han emès advertències sobre l'alt risc d'invertir en criptomonedes, que consideren tan perillosos com les hipoteques subprime, i el novembre de 2022, Binance, després d'analitzar els comptes de FTX, que necessitaria una liquiditat de 8.000 milions de dòlars, i davant de les potencials investigacions per part de les autoritats nord-americanes, es va fer enrere en la seva intenció d'adquirir-la. La casa d'intercanvi de criptomonedes FTX va inflar els comptes de la companyia i la seva filial Alameda Reserch utilitzant el crypto token FTT que utilitzaven com a "garantia" teòrica però que realment no tenia valor. Al descobrir-se els seus balanços tenien grans quantitats del token FTT, es van veure obligats a vendre el mateix per tal de cobrir el forat que havien creat amb la conseqüència final de que FTX i el seu token FTT, valdria zero. El fet que una empresa tingui en el seu poder una quantitat tant gran de l'equivalent de les seves pròpies accions pot generar un risc sistèmic i és per això que està limitat als mercats més regulats. Per ara no se sap quina exposició tenen altres cases d'intercanvi però molts particulars han retirat els seus actius criptogràfics a bitlleteres fredes o "cold wallets" ja que el risc sistèmic es troba en les empreses d'intercanvi centralitzades CEX ja que poden no tenir la líquiditat d'actius criptogràfics o moneda fiat per suportar una fugida massiva d'actius.
Una fallida sistèmica d'intercanvis pot fer obligar a vendre els seus criptoactius per tal d'incrementar la seva liquiditat o fer front a deutes. Alhora això pot portar a més fallides ja que el valor dels cripto actius pot caure. D'altra banda, la tecnologia blockchain queda al marge del seu preu actual i continuarà si té adopció i utilitat.

## Controvèrsies
L'ús d'aquestes criptomonedes en activitats il·legals, així com la impossibilitat per part dels governs d'establir polítiques impositives sobre transaccions realitzades per aquest mitjà, és motiu de controvèrsies. Bolívia s'ha convertit al primer país a prohibir explícitament l'ús de criptomonedes, el juny de 2014.